# 中华人民共和国国务院公报
《中华人民共和国国务院公报》，简称《国务院公报》，是中华人民共和国国务院发布公告、启事及法例等的官方出版物，由国务院办公厅编辑出版，面向中国国内及海外公开发行。

## 简介
1955年2月10日，国务院常务会议通过《国务院关于出版〈中华人民共和国国务院公报〉的决定》，由国务院秘书厅负责编辑、出版公报的经常工作。
1966年5月20日，《中华人民共和国国务院公报》1966年第5号出版后，因文革爆发，《中华人民共和国国务院公报》停刊。
1980年1月15日，《国务院关于恢复出版〈中华人民共和国国务院公报〉的决定》，决定自1980年1月起恢复出版《中华人民共和国国务院公报》，编辑、出版工作由国务院办公室负责。
1980年5月，国务院办公室改为国务院办公厅，《中华人民共和国国务院公报》的编辑、出版工作改由国务院办公厅负责。
《国务院公报》为旬刊，全年36期，如有特殊情况会发行增刊。《国务院公报》的内容可在中国政府网上免费浏览。
《国务院公报》刊登的内容包括：
- 国务院公布的行政法规和决定、命令等文件；
- 国务院批准的有关机构调整、行政区划变动和人事任免的决定；
- 国务院各部门公布的重要规章和文件；
- 国务院领导批准登载的其他重要文件。

根据《中华人民共和国立法法》第七十一条规定，“行政法规签署公布后，及时在《国务院公报》和《中国政府法制信息网》以及在全国范围内发行的报纸上刊载”，同时还规定“在《国务院公报》上刊登的行政法规文本为标准文本”。